# Pat Carroll (actriz)
Patricia Ann Carroll (Shreveport, 5 de mayo de 1927-Cabo Cod, 30 de julio de 2022) fue una actriz estadounidense. Es conocida por dar la voz a Úrsula en La sirenita, así como por una larga carrera de actriz incluyendo apariciones en The Danny Thomas Show, Laverne & Shirley, ER, otras apariciones invitadas y papeles regulares en series de televisión estadounidenses, así como actriz de doblaje en series de animación. Carroll fue ganadora de los Premios Emmy, Drama Desk y Grammy y fue nominada al Premio Tony.

## Primeros años
Nació como Patricia Ann Carroll en Shreveport, el 5 de mayo de 1927, de Maurice Clifton Carroll y Kathryn Angela (apellido de soltera Meagher). Su familia se mudó a Los Ángeles cuando ella tenía cinco años, y pronto comenzó a actuar en producciones locales. Se graduó en el Immaculate Heart High School y acudió a la Universidad Católica de América antes de enrolarse en el Ejército de los Estados Unidos como técnica actriz civil.

## Carrera
En 1956, Carroll ganó un Premio Emmy por su trabajo en Caesar's Hour y fue recurrente en la sitcom Make Room for Daddy desde 1961 hasta 1964. Apareció como invitada en la serie de antología dramática The DuPont Show with June Allyson. Carroll también apareció en muchos espectáculos de variedades de los 50, 60 y 70, tales como The Red Buttons Show, The Danny Kaye Show, The Red Skelton Show, y The Carol Burnett Show. En 1965, coprotagonizó como "Prunella", una de las hermanastras malvadas en la producción de Rodgers and Hammerstein de 1965 de la versión musical de Cenicienta.
A finales de los 70, el éxito de Carroll en el show de una mujer Gertrude Stein, Gertrude Stein, Gertrude Stein, Gertrude Stein (por el guionista Marty Martin), ganó varios premios importantes, su versión grabada ganó un Premio Grammy en 1980 por Mejor Palabra Hablada, Documental o Drama.
En 1976, Carroll fue elegida como Lily, la madre de Shirley Feeney (interpretada por Cindy Williams) en el episodio, "Mother Knows Worst" en la exitosa sitcom, Laverne & Shirley. Interpretó a Pearl Markowitz, la madre del personaje de Adam Arkin', Lenny Markowitz, en la sitcom de 1977 de la CBS Busting Loose. Sus frecuentes papeles en televisión en los 80 incluyen a la dueña del periódico Hope Stinson en The Ted Knight Show (antes Too Close for Comfort) durante su temporada final en 1986; y a Gussie Holt, la madre del personaje de Suzanne Somers en la sitcom She's the Sheriff (1987–1989).
Desde finales de los años 80, Carroll tuvo un gran trabajo de actriz de doblaje en programas animados. tales como Un cachorro llamado Scooby-Doo, Galaxy High, Foofur y A Goofy Movie. En televisión, en Pound Puppies, dio su voz a Katrina Stoneheart. En dos especiales de televisión de Garfield (A Garfield Christmas y Garfield's Thanksgiving), interpretó a la abuela luchadora de Jon. También dio su voz al personaje de Grannt en el relanzamiento en 2005 de Mi vecino Totoro.
En 1989, Carroll interpretó a la bruja del mar Úrsula en la película de Disney La sirenita y cantó "Poor Unfortunate Souls". En entrevistas, Carroll se refirió al papel como uno de los favoritos de su carrera. Desde entonces, retomó el papel en otros formatos, incluida la serie de videojuegos Kingdom Hearts,la serie spinoff de televisión, y en varias atracciones y espectáculos en parques temáticos Disney.
Carroll también apareció en varios programas de juegos incluyendo Celebrity Sweepstakes, You Don't Say, To Tell the Truth, Password y I've Got a Secret.
Miembro del Actors Studio, también tuvo una exitosa carrera en el teatro, apareciendo en numerosas obras incluyendo producciones de Our Town y Electra. En 1990, protagonizó en Las alegres comadres de Windsor en el Shakespeare Theatre at the Folger en el papel de Sir John Falstaff, un caballero calvo con bigotes.
Cuando el crítico de teatro Frank Rich del The New York Times revisó su actuación, escribió: «Su actuación es un triunfo de principio a fin y, creo, particularmente valiente y conmovedor, con implicaciones que van más allá de esta producción. La Sra. Carroll y el Sr. Kahn ayudan a revivir el argumento de que las actrices correctas pueden desempeñar algunos de los grandes papeles clásicos tradicionalmente negados a las mujeres y hacerlas suyas. No es un argumento nuevo, sin duda, las Hamlets femeninas se remontan a la historia. Pero lo que separa a Falstaff de la Sra. Carroll de otros experimentos de casting similares en los últimos tiempos es que su actuación existe para investigar a un personaje y no simplemente como un escaparate ideológico para una producción de trucos.»

## Otros logros
Siirvió en el Ejército de los Estados Unidos como enfermera después de la guerra de Vietnam. Fue enviada a Vietnam como personal médico. Se graduó en la Universidad Católica de América en 1950. Sin embargo, su debut sobre los escenarios fue en 1947.

## Vida personal
Se casó con Lee Karsian en 1955 y tuvieron tres hijos - dos hijas, Kerry y Tara Karsian y un hijo, Sean. En 1991 recibió un Doctorado honorario por la Siena College en Albany, Nueva York. Fue católica practicante, citando que sus puntos de vista religiosos la ayudan a determinar qué proyectos aceptar. Una republicana, que apoyó la campaña para la reelección de Dwight Eisenhower para la elección presidencial de 1956.

## Filmografía

### Películas
| Año  | Título                        | Papel                                  | Notas                      |
| ---- | ----------------------------- | -------------------------------------- | -------------------------- |
| 1967 | The Ballad of Josie           | Elizabeth                              |                            |
| 1968 | With Six You Get Eggroll      | Maxine Scott                           |                            |
| 1985 | The Trip to Bountiful         | Rosella                                |                            |
| 1988 | Mi vecino Totoro              | Granny                                 | Voz, 2005 Disney redoblaje |
| 1989 | La sirenita                   | Úrsula                                 | Voz                        |
| 2000 | Songcatcher                   | Viney Butler                           |                            |
| 2000 | La sirenita 2ː regreso al mar | Morgana                                | Voz                        |
| 2001 | Mickey's Magical Christmas    | Úrsula                                 | Voz                        |
| 2002 | Mickey's House of Villains    | Úrsula                                 | Voz                        |
| 2005 | Once Upon a Halloween         | Intérprete de "Sidekicks and Henchmen" | Voz                        |
| 2007 | Freedom Writers               | Miep Gies                              |                            |
| 2007 | Nancy Drew                    | Casera                                 |                            |
| 2014 | BFFs                          | Joan                                   |                            |

### Televisión
- The Red Buttons Show (1952–1953)
- The Saturday Night Revue (1953)
- Make Room for Daddy (1953) - Bunny Halper
- The Pepsi-Cola Playhouse (1954)
- Studio 57 (1954) - Sue
- Caesar's Hour (1954) - Alice Brewster
- Producers' Showcase (1955) - Profesora de Educación Física
- Kraft Television Theatre (1955)
- The Jimmy Durante Show (1955)
- The Steve Allen Show (1958)
- Hobby Lobby (1959)
- General Electric Theater (1959) - Frances Dowd
- The DuPont Show with June Allyson (1959) - Cherry
- The Ann Sothern Show (1961) - Pandora
- The Investigators (1961)
- The United States Steel Hour]] (1961)
- The Red Skelton Show (1962)
- Cinderella (musical) (1965) - Prunella
- Please Don't Eat the Daisies (1966) - Carol Baker
- The Mary Tyler Moore Show (1971) - Loretta Kuhne
- The Interns (1971) - Maria
- Love, American Style (1970–1971)
- Getting Together (1971-1972) - Rita Simon
- Police Story (1974) - Sra. Bannister
- Nakia (1974) - Belle Jones en episodio "A Matter of Choice"
- Laverne & Shirley (1976) - Sra. Feeney
- Good Heavens (1976) - Harriet
- Busting Loose (1977) - Pearl Markowitz
- La mujer policía (1977) - Miriam Stein
- The Love Boat (1978)
- Legends of the Superheroes (1979) - Esther Hall
- Trapper John M.D. (1985) - Tía Mo
- Crazy Like a Fox]] (1985)
- Yogui y la búsqueda del tesoro (1985) - Voces Adicionales
- Pound Puppies (1986) - Katrina Stoneheart
- Galaxy High School (1986) - Srta. Biddy McBrain
- Foofur (1986–1987) - Hazel
- Too Close for Comfort (1986) - Sra. Hope Stinson
- A Garfield Christmas Special (1987) - Abuela
- She's the Sheriff (1987–1989) - Gussie Holt
- Superman (Ruby-Spears) (1988) - Reina Hippolyta
- Un cachorro llamado Scooby-Doo (1989) - Paula P. Casso
- Garfield's Thanksgiving (1989) - Abuela
- Chip 'n Dale: Rescue Rangers (1990) - Koo-Koo
- Designing Women (1993) - Sra. Beecham
- La sirenita (serie animada) (1993–1994) - Úrsula
- The Royale (1996)
- Songcatcher (2000) - Viney Butler
- House of Mouse (2001–2002) - Úrsula (voz, 5 episodios)
- ER (serie de televisión) (2005) - Rebecca Chadwick (3 episodios)
- Tangled (2017-2018) - Old Lady Crowley (corto: "Make me smile" y episodios: "One Angry Princess", "Max's Enemy", "Secret of the Sun Drop".)

### Videojuegos
- Kingdom Hearts (videojuego) (2002) - Úrsula (voz)
- Kingdom Hearts: Chain of Memories (2004) - Úrsula (voz)
- Kingdom Hearts II (2005) - Úrsula (voz)
- Kingdom Hearts 3D: Dream Drop Distance (2012) - Úrsula (voz)
- Kingdom Hearts HD 1.5 ReMIX (2013) - Úrsula (voz)
- Kingdom Hearts HD 2.5 ReMIX (2014) - Úrsula (voz)
- Disney Dreamlight Valley (2022) - Úrsula (voz; estrenado de manera póstuma)